# Želmanovce
Želmanovce és un poble i municipi d'Eslovàquia. Es troba a la regió de Prešov, al nord del país.

## Història
La primera referència escrita de la vila data del 1371.

## Demografia
| Godina             | 1994 | 2004    | 2014   | 2024   |
| ------------------ | ---- | ------- | ------ | ------ |
| Nombre de persones | 304  | 343     | 337    | 308    |
| Diferència         |      | +12,82% | −1,74% | −8,60% |

| Godina             | 2023 | 2024   |
| ------------------ | ---- | ------ |
| Nombre de persones | 310  | 308    |
| Diferència         |      | −0,64% |